# Uttarkashi (district)
Uttarkashi is een district van de Indiase staat Uttarakhand. Het district telt 294.179 inwoners (2001) en heeft een oppervlakte van 7951 km².
Almora · Bageshwar · Chamoli · Champawat · Dehradun · Haridwar · Nainital · Pauri Garhwal · Pithoragarh · Rudraprayag · Tehri Garhwal · Udham Singh Nagar · Uttarkashi